# اسکار داسیلوا
اسکار داسیلوا (انگلیسی: Oscar da Silva؛ زادهٔ ۲۱ سپتامبر ۱۹۹۸) بازیکن بسکتبال اهل آلمان است.

## حرفه
از باشگاه‌هایی که در آن بازی کرده‌است می‌توان به باشگاه بسکتبال بارسلونا و آلبا برلین اشاره کرد.